# Zeng Jinlian
Zeng Jinlian (em chinês simplificado: 曾金莲, em chinês tradicional: 曾金蓮, 26 de junho de 1964 - 13 de fevereiro de 1982) foi a mulher mais alta da história, tendo superado Jane Bunford. No momento de sua morte, com 17 anos em Hunan, China, Jinlian estava com incríveis 2.49 m de altura, porém ela não poderia mais manter-se de pé devido a uma grave deformação da coluna.
O desenvolvimento de Zeng Jinlian durante sua vida:
| idade   | Altura de Zeng Jinlian |
| ------- | ---------------------- |
| 4 anos  | 5 ft 1.5 in (1,56 m)   |
| 13 anos | 7 ft 1.5 in (2,17 m)   |
| 16 anos | 7 ft 10.5 in (2,40 m)  |
| 17 anos | 8 ft 1.75 in (2,48 m)  |